# Philipp Fernis

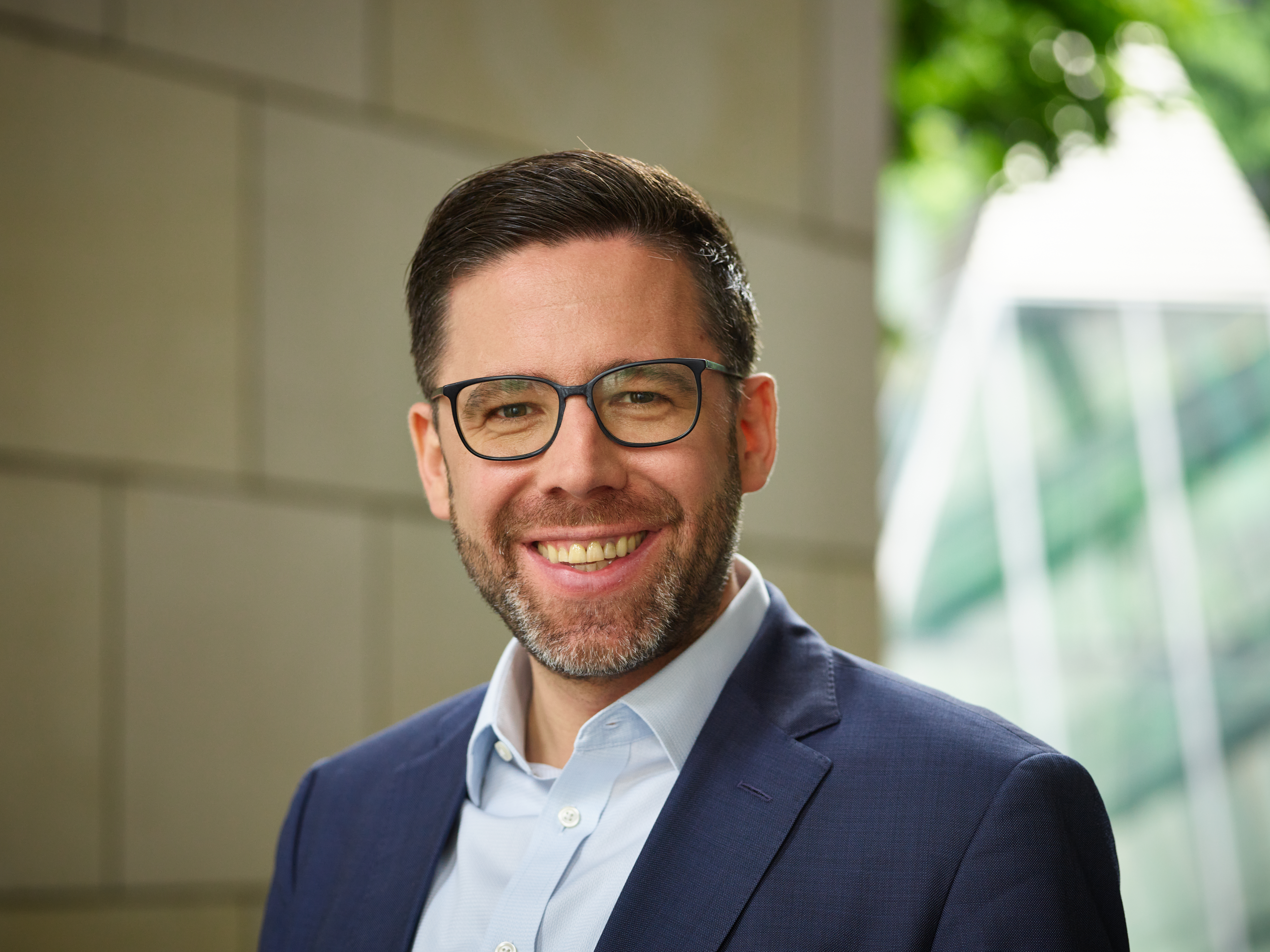
Philipp Fernis (2021)

Philipp Fernis (* 20. Mai 1982 in Mainz) ist ein deutscher Jurist und Politiker (FDP). Seit 2025 ist er Justizminister des Landes Rheinland-Pfalz. Zuvor war er von 2016 bis 2021 Staatssekretär im Justizministerium. Von 2021 bis 2025 war er Fraktionsvorsitzender der FDP-Fraktion im Landtag Rheinland-Pfalz. 

## Leben und Wirken
Nach dem Abitur im Jahr 2001 am Gymnasium am Römerkastell Bad Kreuznach studierte Fernis Rechtswissenschaft an der Johannes Gutenberg-Universität Mainz und schloss 2007 mit der Ersten juristischen Prüfung ab. Im Anschluss an sein Rechtsreferendariat bei dem Oberlandesgericht Koblenz bestand er 2010 sein Zweites Staatsexamen.
Zunächst war er von 2010 bis 2011 als Rechtsanwalt tätig. Seit 2011 arbeitete Fernis als Jurist bei dem Statistischen Bundesamt in Wiesbaden, zuletzt von 2015 bis 2016 als Referatsleiter im Justiziariat.
Philipp Fernis ist ein Enkel von Hans-Georg Fernis.

## Politik

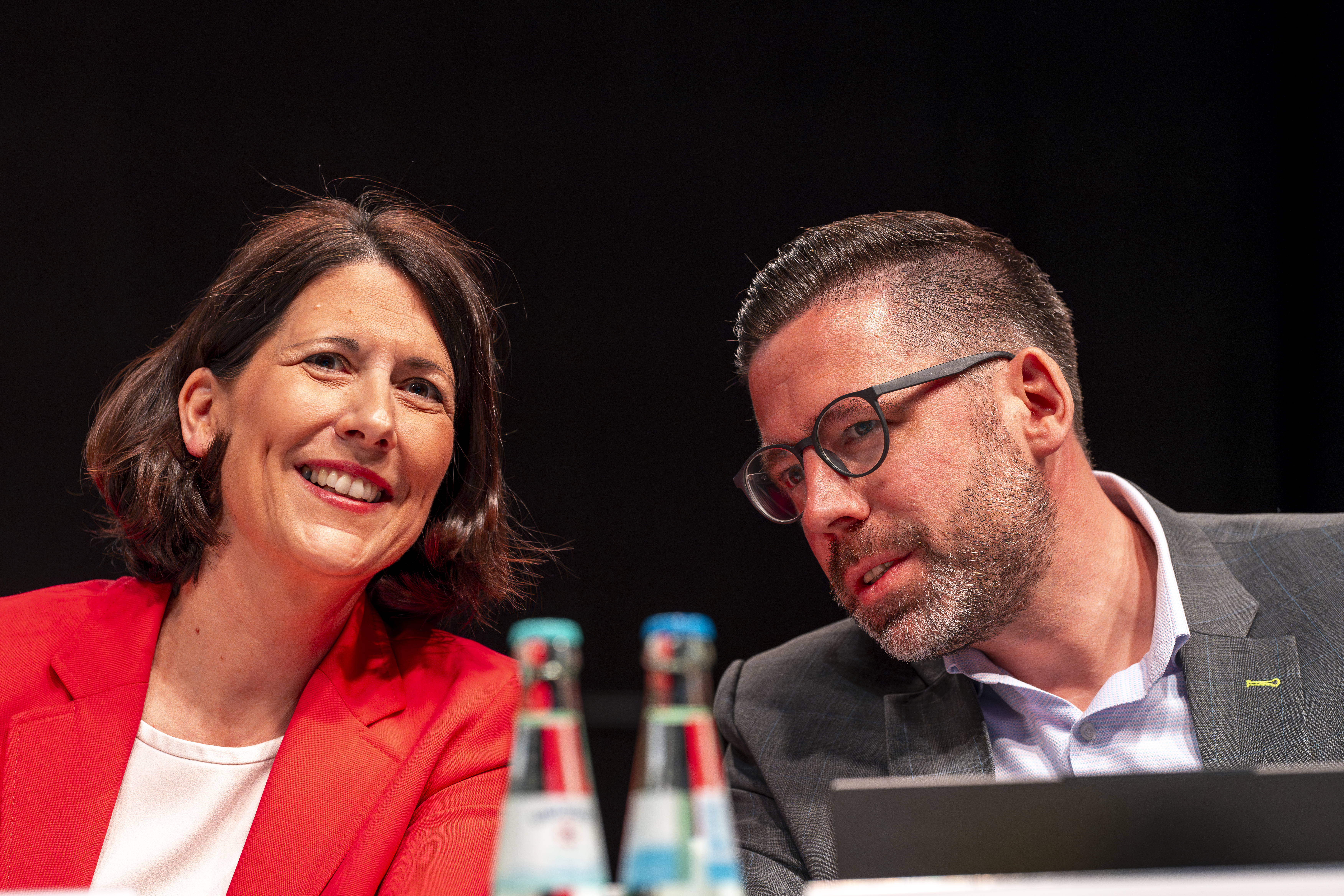
Daniela Schmitt und Philipp Fernis (2025)

Vom 18. Mai 2016 bis zum 18. Mai 2021 war Fernis unter Minister Herbert Mertin Staatssekretär im Ministerium der Justiz Rheinland-Pfalz.
Kommunalpolitisch war er Beisitzer im Stadtrechtsausschuss der Stadt Bad Kreuznach. Parteipolitisch war Fernis von 1999 bis 2000 Beisitzer im Landesvorstand und von 2000 bis 2002 stellvertretender Vorsitzender der Jungen Liberalen Rheinland-Pfalz, von 2005 bis 2007 Mitglied im Studierendenparlament der Johannes Gutenberg-Universität Mainz und seit 2011 Mitglied des Landesvorstandes der FDP Rheinland-Pfalz.
Fernis ist Bezirksvorsitzender des FDP-Bezirksverbandes Eifel-Hunsrück.
Bei der Wahl zum 18. Landtag von Rheinland-Pfalz am 14. März 2021 wurde er über die Landesliste der FDP zum Abgeordneten des Landtags Rheinland-Pfalz gewählt. Am 12. Mai 2021 wählte die FDP-Fraktion Fernis zum Fraktionsvorsitzenden. Er folgt auf Daniela Schmitt, welche zum 18. Mai 2021 das Amt der Ministerin für Wirtschaft, Verkehr, Landwirtschaft und Weinbau antrat.
Am 2. April 2025 wurde Fernis als Nachfolger des verstorbenen Herbert Mertin zum Minister der Justiz des Landes Rheinland-Pfalz ernannt.